# Memorial Beach
Memorial Beach is het vijfde studio-album van de Noorse popgroep a-ha, uitgebracht in 1993. Het album is opgenomen in de Paisley Park studio van Prince in Minneapolis. Het was het eerste album waarop a-ha afweek van het typische jaren-80 popgeluid van de eerste vier albums en muziek maake in de stijl van bands als U2. Het album was, buiten Noorwegen, beduidend minder succesvol dan zijn voorgangers. De singles "Dark Is The Night For All" en "Move to Memphis" werden bescheiden hits in de Europese hitlijtsen.

## Tracks
Tenzij anders aangegeven zijn de nummers geschreven door Paul Waaktaar-Savoy.
1. "Dark Is the Night for All" – 3:46
2. "Move to Memphis" – 4:22 (Paul Waaktaar-Savoy/Magne Furuholmen)
3. "Cold as Stone" – 8:19
4. "Angel in the Snow" – 4:13
5. "Locust" – 5:09
6. "Lie Down in Darkness" – 4:32
7. "How Sweet It Was" – 6:00
8. "Lamb to the Slaughter" – 4:20 (Magne Furuholmen)
9. "Between Your Mama and Yourself" – 4:16
10. "Memorial Beach" – 4:36

## Hitlijsten
| Land                | Hoogste positie |
| ------------------- | --------------- |
| Duitsland           | 17              |
| Frankrijk           | 25              |
| Japan               | 27              |
| Noorwegen           | 1               |
| Oostenrijk          | 36              |
| Verenigd Koninkrijk | 17              |
| Zweden              | 39              |
| Zwitserland         | 39              |